# 大麻山 (島根県)
大麻山（たいまさん）は島根県浜田市三隅町に存在する山である。標高は599m。山頂にはテレビ塔（浜田基幹中継所）、無線の中継アンテナがある。
山頂付近には大麻山神社（889年創建）があり、7月の最終日曜日には夏大祭が行われる。

## 歴史
- 889年：大麻山神社が創建される。
- 1960年5月：テレビ塔設置が内定。
- 1961年
  - 4月1日：テレビ塔が完成し、放送が開始される。当時はNHKのみの放送だった。
  - 4月11日：テレビ塔の開局式が行われる。
  - 4月27日：テレビ塔完成を記念した記念番組『とんち教室』（三隅町立三隅中学校で収録）、『第二回郷土民謡演芸大会』などが放送される。
- 1963年：山陰放送放送開始。